# Educating Peter
Educating Peter ist ein US-amerikanischer Dokumentarfilm aus dem Jahr 1992.

## Handlung
Peter Gwazdauskas ist ein Junge mit Trisomie 21, auch bekannt als Down-Syndrom. Mit der Hilfe spezieller Lernmethoden soll es ihm ermöglicht werden, einen Schulabschluss zu absolvieren.

## Auszeichnungen
1993 wurde der Film in der Kategorie Bester Dokumentar-Kurzfilm mit dem Oscar ausgezeichnet.

## Hintergrund
Peter Gwazdauskas schaffte 2001 den Abschluss. Gerardine Wurzburg dokumentierte dies mit dem Film Graduating Peter.